# كيكو (لاعب كرة قدم إسباني)
فرانسيسكو ميغيل نارفائيز ماتشون (بالإسبانية: Kiko)‏ (مواليد 26 أبريل 1972 في خيريز دي لا فرونتيرا)، المعروف باسم كيكو، هو لاعب كرة قدم إسباني دولي سابق كان يلعب كمهاجم. سبق له أن لعب في كأس العالم لكرة القدم مع منتخب بلاده. فاز بميدالية أولمبية في مسابقة كرة القدم. بدأ مسيرته الرياضية عام 1990 واعتزل اللعب عام 2002. لعب خلال مسيرته 314 مباراة سجل خلالها 61 هدفاً.

## الإنجازات

### النادي
أتلتيكو مدريد
- الدوري الإسباني الممتاز: 1995–96
- كأس ملك إسبانيا: 1995–96

### المنتخب
إسبانيا تحت 23
- الألعاب الأولمبية الصيفية: 1992

إسبانيا تحت 21
- بطولة أوروبا تحت 21 سنة لكرة القدم: المركز الثالث 1994

## روابط خارجية
- كيكو على موقع الاتحاد الدولي (مؤرشف)  (الإنجليزية)
- كيكو على موقع الاتحاد الأوربي (الإنجليزية)
- كيكو على موقع قاعدة بيانات كرة القدم.إي يو (الإنجليزية)
- كيكو على موقع ناشيونال فوتبول تيمز (الإنجليزية)
- كيكو على موقع أوليمبيديا (الإنجليزية)